# Quadrastichus mendeli
Quadrastichus mendeli (лат.) — вид паразитических наездников рода Quadrastichus из семейства Eulophidae (Chalcidoidea) отряда перепончатокрылые насекомые. Вид назван в честь Dr Zvi Mendel (Израиль) за его работу по поиску мер борьбы с инвазивным галлообразователем Leptocybe invasa.

## Распространение
Австралия.

## Описание
Мелкие наездники-эвлофиды, длина тела у самок 1,15—1,35 мм. Основная окраска тела самок желтовато-коричневая. Булава усиков состоит из 3 члеников. Жгутик 3-члениковый. Отличаются длинным брюшком: его длина больше длины головы и груди вместе взятым. Передняя голень с одной шпорой. Передние крылья без постмаргинальной жилки. Вид был впервые описан в 2008 году в галлах эвкалиптов и предположительно является паразитоидом Leptocybe invasa Fisher & La Salle (Eulophidae), инвазивного галлообразователя.